# イソウロウグモ
イソウロウグモ（居候蜘蛛）は、ヒメグモ科イソウロウグモ亜科に属するクモ類である。これに含まれるものは自ら網を張ることはなく、他のクモの網に入り込んで居候生活するといわれる。また、一部には泥棒や強盗、殺し屋までが存在する。

## 概説
イソウロウグモ亜科に属するクモは日本には十数種があるが、最も見つけやすいのは、ジョロウグモの網で生活しているシロカネイソウロウグモであろう。
秋にジョロウグモが成熟するころ、その網の周辺部や、前後に張られた補助網を見ると、仁丹のような色と大きさの、ごく小さなクモが数頭ぶら下がっているのを見ることができる。よく見れば、円錐形に近い腹部と、小さな頭胸部に細くて黒い脚があるのが見えるはずである。このクモは、網主のジョロウグモにくらべてはるかに小さく、ジョロウグモは彼らを気にしないように見える。イソウロウグモの方もジョロウグモのそばに寄ることは少なく、網の隅っこの方で、小さな、おそらくジョロウグモは相手にしないような大きさの昆虫を食べている。これが、居候蜘蛛と言われるゆえんである。

## 特徴
イソウロウグモ類は、腹部の背中側後端が尖るのが一つの特徴で、横から見れば三角形に近い。種によってはそれがとても長くとがる。足は細く、特に前足が長い。雄の頭部には種類によって異なった、奇妙な突起がある。

## 居候生活
イソウロウグモ類は、どの種も他のクモの網に入り込んで生活する。入り込む対象となる種は、種ごとにほぼ決まっている。イソウロウグモ類の卵嚢は、長い柄にぶら下がった形で、やはり宿主の網に取り付ける。
- シロカネイソウロウグモとやや大型のアカイソウロウグモは、主としてジョロウグモの網に入る。
- 小型のフタオイソウロウグモ、大型のチリイソウロウグモは、クサグモ、コクサグモの棚網や、スズミグモのドーム状網にはいる。
- トビジロイソウロウグモは、オオシロカネグモなどのシロカネグモ類の網に入る。
- クロマルイソウロウグモはオオヒメグモの網に入る。

## 居候生活の実態
イソウロウグモ類は、ヒメグモ科に属する。ヒメグモ科は一般的に、かご網などの網を自分で張る生活をするものである。イソウロウグモ類は、そこから網を張るのをやめて、他のクモの網に住み込むようになったものと考えられる。一般に、網の主が相手にしないような、小さな餌を網の片隅で食べていると言われる。この場合、網の主であるクモから見れば、自分には必要ないものを摂食しているため、特に害はないことになる。イソウロウグモの方は、自分が網を張る手間が省ける。一種の寄生であるが、宿主のクモそのものに栄養を求めてはいない点で通常の寄生ではなく、宿主の活動による部分に寄生しているので、労働寄生と言われる。
しかし、実際のイソウロウグモの生活は、なかなか複雑である。確かに網の片隅で小さな昆虫を食っているのも観察されている。しかし、それ以外の観察例もある。
- 網食い：トビジロイソウロウグモなどでは、網のすみっこで、糸を食っていることが知られている。クモの糸は蛋白質であり、網の主も網を片付ける時に食ってしまう例が知られている。

- 餌盗み：網の主が糸で巻いた餌を、後から糸をつけて引き、自分のものにしてしまう例である。

- 幼虫食い：クロマルイソウロウグモは、オオヒメグモの幼虫のまどい（孵化後、しばらく卵嚢の近くにかたまっていること）に紛れ込んで、幼虫を捕食する。

- 宿主狙い：チリイソウロウグモなどで知られる。特に宿主が脱皮をする時に食い殺される例が多い。

- 乗っ取り：宿主を食い殺した後、しばらくその網に居残り、その網で餌を捕らえることが観察されている。

このようにして見ると、ユーモラスな響きがある居候とはかなり掛け離れた様子が見えてくる。

### 強盗と殺害
居候をしなくなったものでは、さらに物騒な習性のものがある。ヤリグモは、古くから強盗系の生活をすることが知られていた。このクモは、腹部が後ろにとがって伸びている。低木の葉陰や、岩の陰などにぶら下がっているのがよく見られるが、クサグモやヒメグモ類の網に入り込んでいるのも観察され、様々なクモの網を渡り歩き、かかった餌を奪い、場合によっては網の主のクモも攻撃するという。
同じく近縁のオナガグモというクモは、腹部の後端が非常に長く伸び、足をそろえて伸ばすと、マツの葉がぶら下がっているようにしか見えない。森林の低木の枝先などに糸を引いてぶら下がっているのがよく見られる。このクモは、長らく数本の糸を引いただけの網で、糸の粘性が強いので昆虫を捕獲できると言われていた。しかし、これは同様に棒状の体をもつマネキグモでの観察と混同されたようである。実際には、このクモは、クモを専門に狩ることが分かった。糸をたどってやってくるクモに粘液糸をかけて捕らえるという。
このように、イソウロウグモの近縁のものに、クモ食いの習性が観察されることから、イソウロウグモの習性との関連が問題になる。クモを狙うクモは他にも知られており、日本ではセンショウグモ科のもの、コガネグモ科のヤマトカナエグモ、ハエトリグモ科のケアシハエトリなどがほぼ専門的にクモを狩ると言われる。つまり、クモ狙いで他のクモの網を訪れる習性そのものは特に例のないものではない。その意味で、ヤリグモのような生活もそれほど異常なものとは見なす必要はない。そして、ヤリグモの生活とイソウロウグモの生活とは紙一重である。ただし、居候から強盗へと進化したのか、強盗から居候が派生したのかについては定説がない。ただ、ヒメグモ科のクモの特徴として獲物を粘球のついた糸を投げかけるようにして捕らえるということがあり、これが獲物として蜘蛛を捕まえる上で有効であったのではないかとの説がある。
なお、多くのイソウロウグモ、ヤリグモ、オナガグモは、いずれもごく普通種である。これはこのような特殊に見える習性が十分な成功を挙げている証拠である。

## 分類
分類は未だ安定しておらず、多くをイソウロウグモ属に含めたり、細分属を立てたりと様々な出入りがある。ここでは小野(2009)にしたがって、日本産のものをあげる。
Argyrodinae イソウロウグモ亜科
- Spheropistha マルイソウロウグモ属：クロマルイソウロウグモ・ミヤシタイソウロウグモ
- Faiditus ハナナガイソウロウグモ属：ハナナガイソウロウグモ
- Argyrodes イソウロウグモ属：シロカネイソウロウグモ・チリイソウロウグモ・アカイソウロウグモ・ミナミノアカイソウロウグモ・トビジロイソウロウグモ
- Neospimyharus フタオイソウロウグモ属：フタオイソウロウグモ・ツメナガイソウロウグモ
- Rhomphaea ヤリグモ属：ヤリグモ・タテスジヤリグモ・ヒゲナガヤリグモ・タニカワヤリグモ
- Ariamnes オナガグモ属：オナガグモ